# Roger Bouteca
Roger Bouteca (Ieper, 6 september 1940 – Kortrijk, 20 augustus 2022) was een Belgisch Vlaams-nationalistisch politicus van het Vlaams Blok.

## Levensloop
Bouteca was de zoon van een zelfstandig kleermaker-koster en van een huisvrouw. Zijn grootvader was Jules Dehem, voormalig burgemeester van Zandvoorde. Ook zou hij familie zijn geweest van Frederic Bouteca,  die bekend werd omwille van de eerste schoolstrijd.
Hij volgde lager onderwijs in de gemeenteschool van het communautaire Zandvoorde. Vervolgens studeerde hij aan de lagere normaalschool te Torhout en ging hij als onderwijzer aan de slag in Wervik. Van 1963 tot 1977 was Bouteca onderwijzer in het Sint Amandscollege van Kortrijk. In 1977 stapte hij na zijn scheiding over naar het toenmalige Rijksonderwijs, nu Gemeenschapsonderwijs, en tot 1985 was hij leraar in achtereenvolgens Beveren-Leie (tot 1978), Kuurne (tot 1980) en aan Drie Hofsteden in Kortrijk (tot 1985). Van 1985 tot 2000 was hij ten slotte directeur van de Vlaamse basisschool in Komen. In januari 2000 sloot hij zijn loopbaan in het onderwijs af.
Bouteca was lid van de Vlaamse Volksbeweging, het Davidsfonds en de Marnixring. In juni 1999 kwam hij op bij de federale verkiezingen voor het Vlaams Blok en werd als lijsttrekker verkozen als lid van de Kamer van volksvertegenwoordigers voor de kieskring Kortrijk-Roeselare-Tielt. Hij behield het mandaat tot in mei 2003 en was lid van de Kamercommissie Bedrijfsleven, Wetenschapsbeleid, Onderwijs, Nationale Wetenschappelijke en Culturele Instellingen, Landbouw en Middenstand. Van 2001 tot 2006 was hij daarnaast gemeenteraadslid van Kortrijk.
Bouteca overleed in augustus 2022 op 81-jarige leeftijd. Hij was twee keer gehuwd en kreeg vijf kinderen, onder wie Nicolas Bouteca, politicoloog aan de Universiteit Gent. Hij werd begraven op het kerkhof van Zandvoorde, nu deelgemeente van Zonnebeke. 